# Solenozophyllum lusingaense
Solenozophyllum lusingaense är en mångfotingart som beskrevs av Kraus 1958. Solenozophyllum lusingaense ingår i släktet Solenozophyllum och familjen Odontopygidae. Inga underarter finns listade i Catalogue of Life.